# Stadion Oosterpark
Stadion Oosterpark, in de volksmond ook wel Oosterparkstadion, was het voetbalstadion van de stad Groningen, gelegen in de Oosterparkwijk.

## Geschiedenis
Het stadion had een capaciteit van 12.500 zitplaatsen. In de tijd dat staanplaatsen nog waren toegestaan, bedroeg de capaciteit ruim 20.000. Tot halverwege het seizoen 2005-2006 was het Oosterpark de thuishaven van FC Groningen.
De eerste wedstrijd werd hier gespeeld op 3 februari 1935 toen voetbalclub GVAV – de voorloper van de FC – in het nog niet eens officieel geopende stadion speelde tegen Friesland en won met 5–3.
Op 22 december 2005 vond de laatste wedstrijd in het stadion plaats, namelijk de bekerwedstrijd tegen FC Volendam. De supporters maakten een allerlaatste tocht vanaf de Grote Markt in Groningen met fakkels en vuurwerk. De wedstrijd eindigde in een 3–0 overwinning voor FC Groningen en het laatste doelpunt in het Oosterpark werd gemaakt door Glen Salmon.
De laatste training van FC Groningen in Stadion Oosterpark vond plaats op 1 november 2006. Sinds die tijd wordt er getraind op het Trainingscomplex Noord-Nederland. Inmiddels is het stadion gesloopt.
FC Groningen speelt zijn thuiswedstrijden sinds 2006 in de Euroborg, een nieuwe voetbaltempel in het zuidoosten van de stad Groningen. Piet Fransen gaf op 9 november 2006 het officiële startsein voor de sloop van Stadion Oosterpark.

## Records
Tegen Feyenoord op 3 april 1985 zou het toeschouwersrecord neergezet worden. Er bevonden 21.500 mensen op de tribunes tijdens deze competitiewedstrijd die in 1–1 eindigde, ruststand 1–0 (doelpunt Eddy Bosman).
Het hoogste bezoekersaantal in een Europese UEFA Cup wedstrijd werd behaald op 26 oktober 1988 tegen Servette Genève; 19.500. Uitslag 2–0 (ruststand 1–0), doelpunten: Eric Groeleken en Henny Meijer.

## Naslagwerken

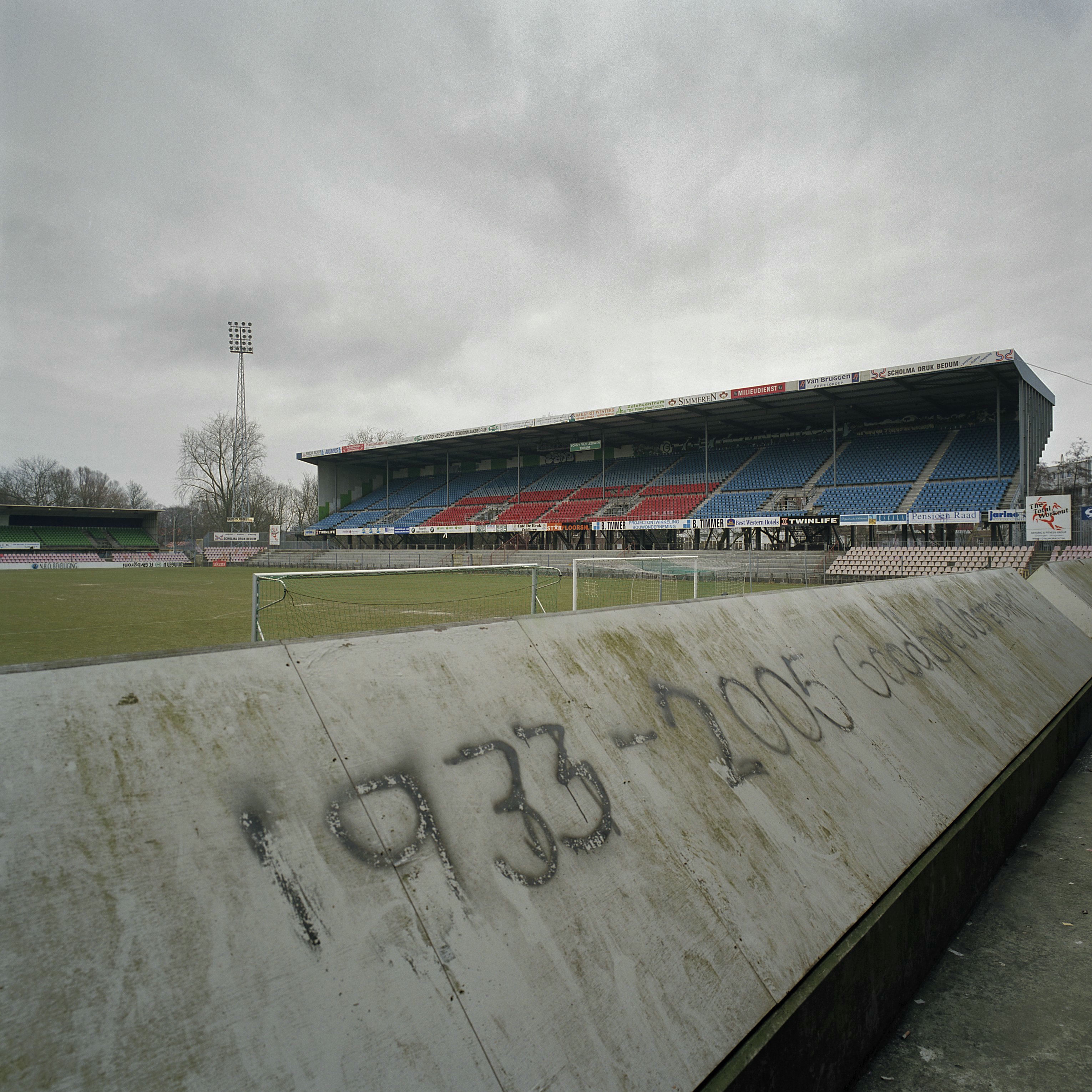
Afscheidstekst door supporters.

In november 2005 verscheen het boek Het Oosterpark, een voetbalbolwerk 1933 - 2005 van Nico Swart en Paul Zweverink. De schrijvers hadden bewust niet gekozen voor een chronologisch en uitputtend overzicht van competities, uitslagen en standen, maar voor een bonte verzameling verhalen over mensen, bijzondere gebeurtenissen en opmerkelijke zaken die zich in en rond het stadion hadden afgespeeld. De eerste exemplaren van het boek werden door de schrijvers op 20 november 2005, voorafgaand aan de wedstrijd FC Groningen – AZ, op het veld van het Oosterparkstadion overhandigd aan Renze de Vries, Piet Fransen, Jan van Dijk, Hans Nijland, Marion Reinders (voorzitter VV Oosterparkers) en Ulfert Molenhuis (voorzitter van GVAV-Rapiditas).
In maart 2007 verscheen het fotoboek Gelukkig hebben we de foto's nog over het afscheid en de sloop van Stadion Oosterpark. Hierin staan foto's van Corné Sparidaens, Kees van de Veen en Martin Groenewold, van wie tevens de cd-single Oosterpark 2011 aan de uitgave werd toegevoegd.

## Interlands
Er zijn twee interlands gespeeld in Stadion Oosterpark. Te weten:
| Nr. | Datum            | Wedstrijd           | Uitslag | Competitie      |
| --- | ---------------- | ------------------- | ------- | --------------- |
| 1.  | 22 februari 1981 | Nederland – Cyprus  | 3 – 0   | WK-kwalificatie |
| 2.  | 7 september 1983 | Nederland – IJsland | 3 – 0   | EK-kwalificatie |

De wedstrijd tegen Cyprus was opmerkelijk omdat twee van de drie Nederlandse doelpunten werden gescoord door spelers die vrijwel naast het Oosterpark waren geboren: Hugo Hovenkamp maakte de 1–0 en Dick Nanninga de 3–0.